# Veulen (Pays-Bas)
Pour les articles homonymes, voir Veulen.
Veulen est un village situé dans la commune néerlandaise de Venray, dans la province du Limbourg. Le 1er janvier 2006, le village comptait 509 habitants.